# ELISA
Az enzimhez kötött immunszorbens assay (ELISA) egy általánosan használt analitikai biokémiai assay, amelyet először Engvall és Perlmann írt le 1971-ben. A vizsgálat egy szilárd fázisú enzimimmunpróba (EIA) típusát használja egy ligandum (általában egy fehérje) jelenlétének kimutatására egy folyékony mintában a mérendő fehérje ellen irányuló antitestek segítségével. Az ELISA-t diagnosztikai eszközként használják az orvostudományban, a növénypatológiában és a biotechnológiában, valamint minőség-ellenőrzésre különböző iparágakban.
Az ELISA legegyszerűbb formájában a vizsgálandó mintából származó antigéneket egy felülethez rögzítik. Ezután egy megfelelő antitestet visznek fel a felületre, hogy az meg tudja kötni az antigént. Ezt az antitestet egy enzimhez kötik, majd a nem kötött antitesteket eltávolítják. Az utolsó lépésben az enzim szubsztrátját tartalmazó anyagot adnak hozzá. Ha volt kötődés, az ezt követő reakció kimutatható jelet, leggyakrabban színváltozást eredményez.
Az ELISA elvégzéséhez legalább egy, egy adott antigénre specifikus antitestre van szükség. Az ismeretlen mennyiségű antigént tartalmazó mintát egy szilárd hordozón (általában egy polisztirol mikrotiterlemezen) immobilizálják, vagy nem-specifikusan (a felületre történő adszorpció révén), vagy specifikusan (egy másik, ugyanarra az antigénre specifikus antitest általi befogás révén, a "szendvics" ELISA-ban). Az antigén immobilizálása után hozzáadjuk a detektáló antitestet, amely komplexet képez az antigénnel. A detektáló antitest kovalensen kapcsolódhat egy enzimhez, vagy maga is detektálható egy olyan másodlagos antitesttel, amely biokonjugálással kapcsolódik egy enzimhez. Az egyes lépések között a lemezt általában enyhe mosószeres oldattal mossuk, hogy eltávolítsuk a nem specifikusan kötött fehérjéket vagy antitesteket. Az utolsó mosási lépés után a lemezt egy enzimes szubsztrát hozzáadásával fejlesztik, hogy látható jelet hozzanak létre, amely jelzi a mintában lévő antigén mennyiségét.
Megjegyzendő, hogy az ELISA a szigorúan "immuno" vizsgálatok helyett a ligandumkötési vizsgálatok más formáit is elvégezheti, bár az elnevezés az eredeti "immuno" elnevezést viselte a módszer általános használata és fejlődéstörténete miatt. A technikához lényegében bármilyen ligáló reagensre van szükség, amely immobilizálható a szilárd fázison, valamint egy olyan detektáló reagensre, amely specifikusan kötődik, és egy enzim segítségével megfelelően számszerűsíthető jelet hoz létre. A mosások között csak a ligandum és a specifikusan kötődő társai maradnak specifikusan kötve vagy az antigén-antitest kölcsönhatás révén "immunoszorpcióban" a szilárd fázishoz, míg a nem specifikus vagy nem kötött komponensek kimosódnak. Más spektrofotometriás nedves laboratóriumi vizsgálati formátumoktól eltérően, ahol ugyanaz a reakciógödör (pl. egy küvetta) a mosás után újrafelhasználható, az ELISA-lemezeknél a reakciótermékek a szilárd fázisra immunosodnak, amely a lemez része, és így nem könnyen újrafelhasználhatók.

## Elve
Analitikai biokémiai vizsgálatként és "nedves laboratóriumi" technikaként az ELISA magában foglalja az analit (azaz a specifikus anyag, amelynek jelenlétét mennyiségi vagy minőségi elemzés alá vonják) kimutatását egy folyékony mintában olyan módszerrel, amely az elemzés során továbbra is folyékony reagenseket használ (azaz biokémiai reakciók ellenőrzött sorozata, amely könnyen számszerűsíthető és a mintában lévő analit mennyiségének mértékeként értelmezhető jelet hoz létre), amely folyékony marad, és a reakciókamrában vagy a reaktánsok visszatartásához szükséges üregben marad. Ez ellentétben áll a "száraz laboratóriumi" technikákkal, amelyek száraz csíkokat használnak. Még ha a minta folyékony is (pl. egy mért kis csepp), a "száraz" elemzés végső kimutatási lépése egy szárított csík leolvasását jelenti olyan módszerekkel, mint a reflektometria, és nincs szükség reakciótároló kamrára a minták közötti kiömlés vagy keveredés megakadályozására.
Heterogén próbaként az ELISA az analitikai reakcióelegy egyes komponenseit úgy választja el, hogy bizonyos komponenseket egy fizikailag immobilizált szilárd fázisra adszorbeál. Az ELISA során egy folyékony mintát egy speciális kötési tulajdonságokkal rendelkező álló szilárd fázisra adunk, amelyet több folyékony reagens követ, amelyeket egymás után adunk hozzá, inkubálunk és mosunk, majd valamilyen optikai változást (pl. színfejlődést egy enzimatikus reakció terméke által) a végső folyadékban a mélyedésben, amelyből az analit mennyiségét mérjük. A mennyiségi "leolvasás" általában az áteresztett fény intenzitásának spektrofotometriás detektálásán alapul, amely magában foglalja a folyadékon (valamint a többsejnyős lemez formátumban a mélyedések átlátszó alján) áthaladó fény bizonyos meghatározott hullámhosszúságának mennyiségi meghatározását. A kimutatás érzékenysége a jelnek az analitikai reakciók során történő felerősödésétől függ. Mivel az enzimreakciók nagyon jól ismert erősítési folyamatok, a jelet enzimek hozzák létre, amelyeket rögzített arányban kötnek a detektáló reagensekhez, hogy lehetővé tegyék a pontos mennyiségi meghatározást, ezért az „enzimhez kötött”.

## Fordítás
Ez a szócikk részben vagy egészben  az   ELISA című angol Wikipédia-szócikk ezen változatának fordításán alapul.  Az eredeti cikk szerkesztőit annak laptörténete sorolja fel. Ez a jelzés csupán a megfogalmazás eredetét és a szerzői jogokat jelzi, nem szolgál a cikkben szereplő információk forrásmegjelöléseként.